# 무라카미 메구미
무라카미 메구미(村上愛, 1992년 6월 6일~)는 일본 사이타마현 출신의 전 아이돌 가수이다. 학업에 전념하기 위해 2006년 10월 31일자로 큐트를 탈퇴하였다.. 애칭은 메구루, 메구 등이 있다.

## 특징
- 운동신경이 뛰어나서 헬로! 프로젝트 키즈 내에서는 야지마 마이미에 버금갈 정도로 다리가 빠르다. 스포츠 페스티벌 60m 달리기에서도 상위에 들 정도의 실력파. 특기는 기계체조.
- 파충류와 양서류를 싫어한다.
- 2006년 신춘에 개최된「Hello! Project 2006 Winter ~원더풀 하츠~」콘서트에서 의상에 달린 번호는 61이었다.
- 그 해 11월 1일에 학업에 전념하기 위해 10월 31일자로 ℃-ute 및 헬로! 프로젝트에서 은퇴한다는 것이 발표되었다. 통상적으로 헬로! 프로젝트에서는 소속 멤버가 헬로! 프로젝트를 떠나는 것을「졸업」이라고 표현함에도 불구하고「졸업」이 아닌「탈퇴」라는 표현을 공식적으로 사용하였다. 또한 라디오 등의 스케줄이 1개월 정도 후의 것까지 이미 정해져 있었음에도 즉각 탈퇴하게 되었는데 거기에 대한 정식 이유는 공식적으로 전혀 발표되지 않았다.
- 탤런트 다카하시 유나와 사이가 좋다. 다카하시도 학업에 전념하기 위해 2007년 3월 31일자로 연예 활동을 그만두었다.

## 활동
헬로! 프로젝트, 헬로! 프로젝트 키즈 및 각 소속 유닛에서의 활동은 각각의 항목을 참조.

### 음악

#### 싱글
- ALL FOR ONE & ONE FOR ALL! (2004년 12월 1일 발매, 초회반 : EPCE-5343／통상반 : EPCE-5344）C/W 好きになっちゃいけない人

#### DVD
- 横浜蜃気楼 (고토 마키, 2004년 7월 7일 발매, PKBP-5020)
- 뮤직V특집 ~큐티 비주얼~ (2006년 9월 6일 발매, EPBE-5205)
- 하로프로아워 vol.1 (2006년 11월 22일 발매, EPBE-5213)

### 텔레비전 방송
- HEY!HEY!HEY! MUSIC CHAMP (후지테레비 계열)에서 후지모토 미키「ブギートレイン'03」의 백댄서로 출연
- 제54회 NHK 홍백가합전에서 마츠우라 아야「ね~え?」의 백댄서로 출연
- ℃-ute Has Come ～キュートガヤッテキタ～ (2006년 11월 4일 · 18일, KIDS Station)

### 텔레비전 드라마
- 리틀 호스피틀 (미소녀일기Ⅲ 내에서 방송) 무라타 아이코 역할
- 다카라모노 (2005년, 인터넷 방송 드라마 GyaO에서 주연 아베 나츠미가 연기하는 다케다 센의 중학생 시절 역할)

### 인터넷
- 제24회 하로프로 비디오 채팅 (2005년 8월 26일, 헬로! 프로젝트 on 프렛츠)
- 하로프로아워#1 (GyaO) 2006년 3월 3일 방송 개시

### 영화
- 강아지 단의 이야기 (2002년 12월 14일 ~ , 도에이)

### 무대
- 아이카 미레 주연 뮤지컬「34번가의 기적－HEAR'S LOVE－」(2004년 11월 27일 ~ 12월 28일)

## 소속 유닛
- ZYX (직스) (2003년 ~ 2006년))
- 셔플 유닛
  - H.P.올스타즈 (2004년)
  - 섹시오토나쟝 (2005년)
- 리틀 갓타스 (갓타스 브릴리언티스 H.P. 유스 팀) (2004년 ~ 2006년)